# Franck (cràter)
|  | No s'ha de confondre amb cràter de Venus Frank (cràter). |

Franck és un petit cràter d'impacte de la Lluna que es troba prop de l'extrem nord del Sinus Amoris, una badia a la part nord de la Mare Tranquillitatis. El cràter es troba just al sud-est del cràter Brewster, i més a sud de Römer. Franck va ser designat prèviament Römer K abans de ser reanomenat per la UAI.

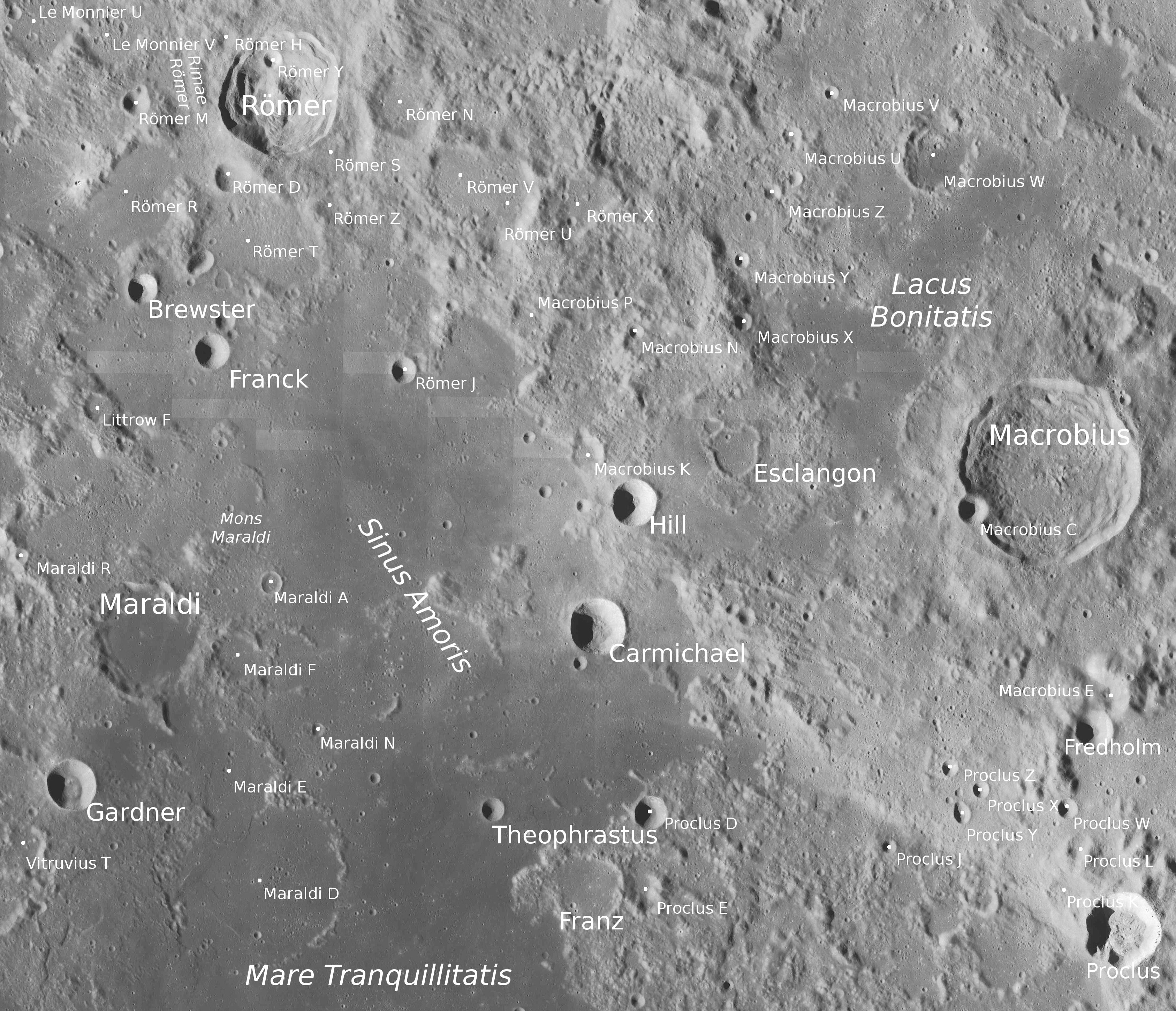
Localització de Franck (quadrant superior esquerra de la imatge)
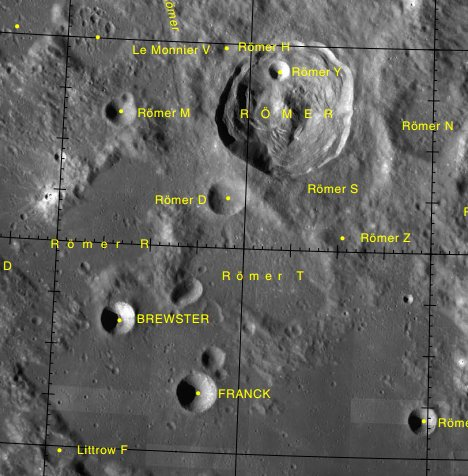
Rodalies de Franck

Es tracta d'un cràter circular, amb forma de bol i amb una vora aguda que no ha estat erosionada significativament. Les parets interiors presenten una suau pendent cap a la petita plataforma situada al punt mig. Just al nord de Franck apareix un parell de cràters units entre si més petits, i entre els tres pràcticament formen un mateix grup, resultat de la fusió dels seus corresponents impactes.